# Hridi Grebeni
Hridi Grebeni är ett antal skär i Kroatien.   De ligger i länet Dubrovnik-Neretvas län, i den sydöstra delen av landet, 400 km söder om huvudstaden Zagreb. Närmaste större samhälle är Dubrovnik, 3 km öster om Hridi Grebeni. 
De största skären heter i ordning från väster:
- Greben (har en fyr)
- Vješala
- Kantenari